# RiverLoft Lakó- és Irodaépület
A RiverLoft Lakó- és Irodaépület egy budapesti védett ipari épületből átalakított irodaház.

## Története
A XIII. kerületben, a Révész utca és a Népfürdő utca találkozásánál fekvő épület 1914-ben épült Neuschloss Kornél tervei szerint, és a Székesfővárosi Gázművek, Lipótvárosi Gáztartó Állomástelep Központi Műhely- és Raktárépületeként funkcionált hosszabb időn keresztül. Az első világháború alatt hadikórház is működött benne. Az 1990-es években megszűnt eredeti funkciója, és rövid időn belül több tulajdonos birtokolta. 2004-ben a Riverside Apartmanház vásárolta meg, majd felújíttatta. Napjainkban (2019) irodaház működik benne.

## Galéria

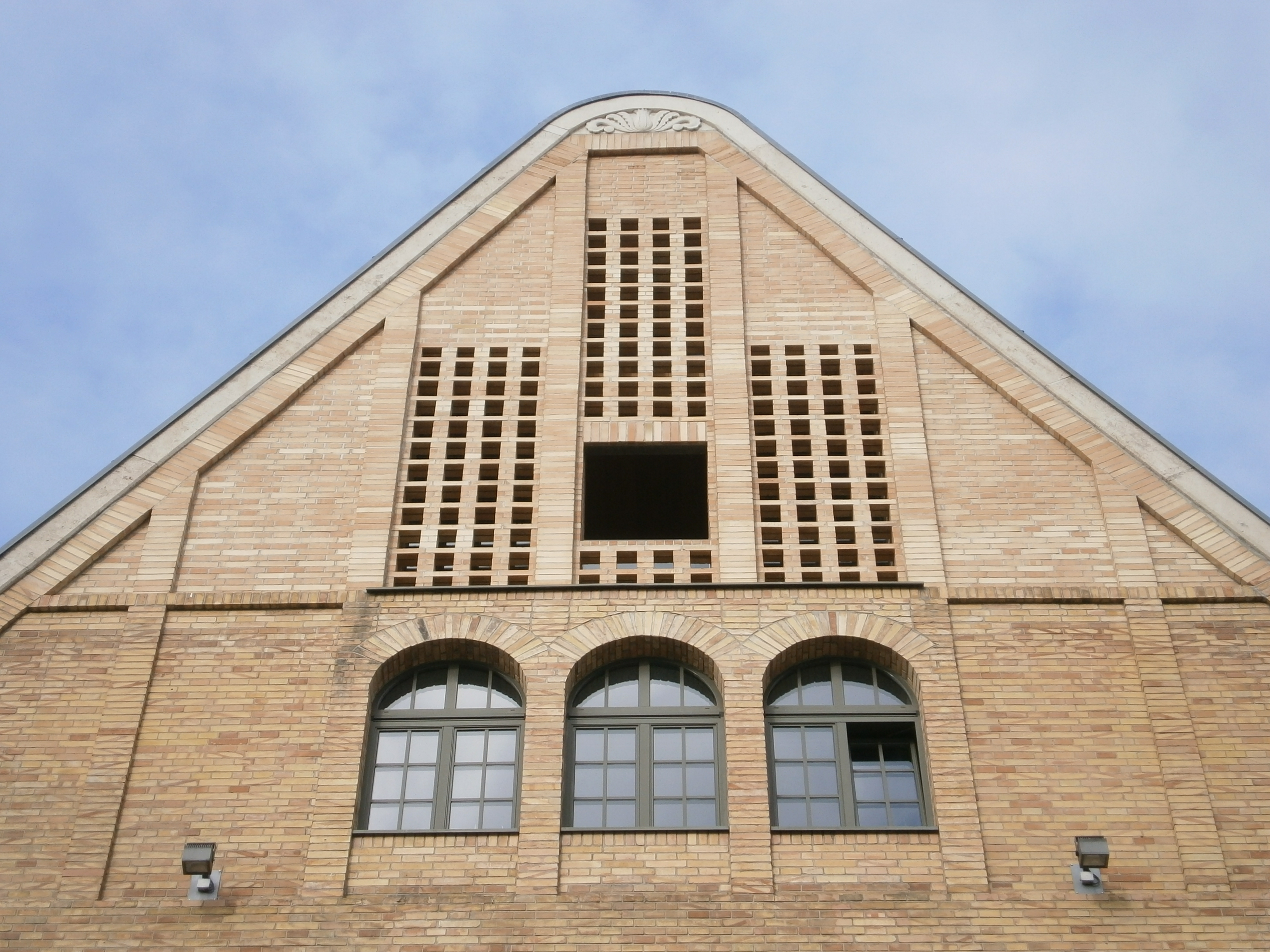
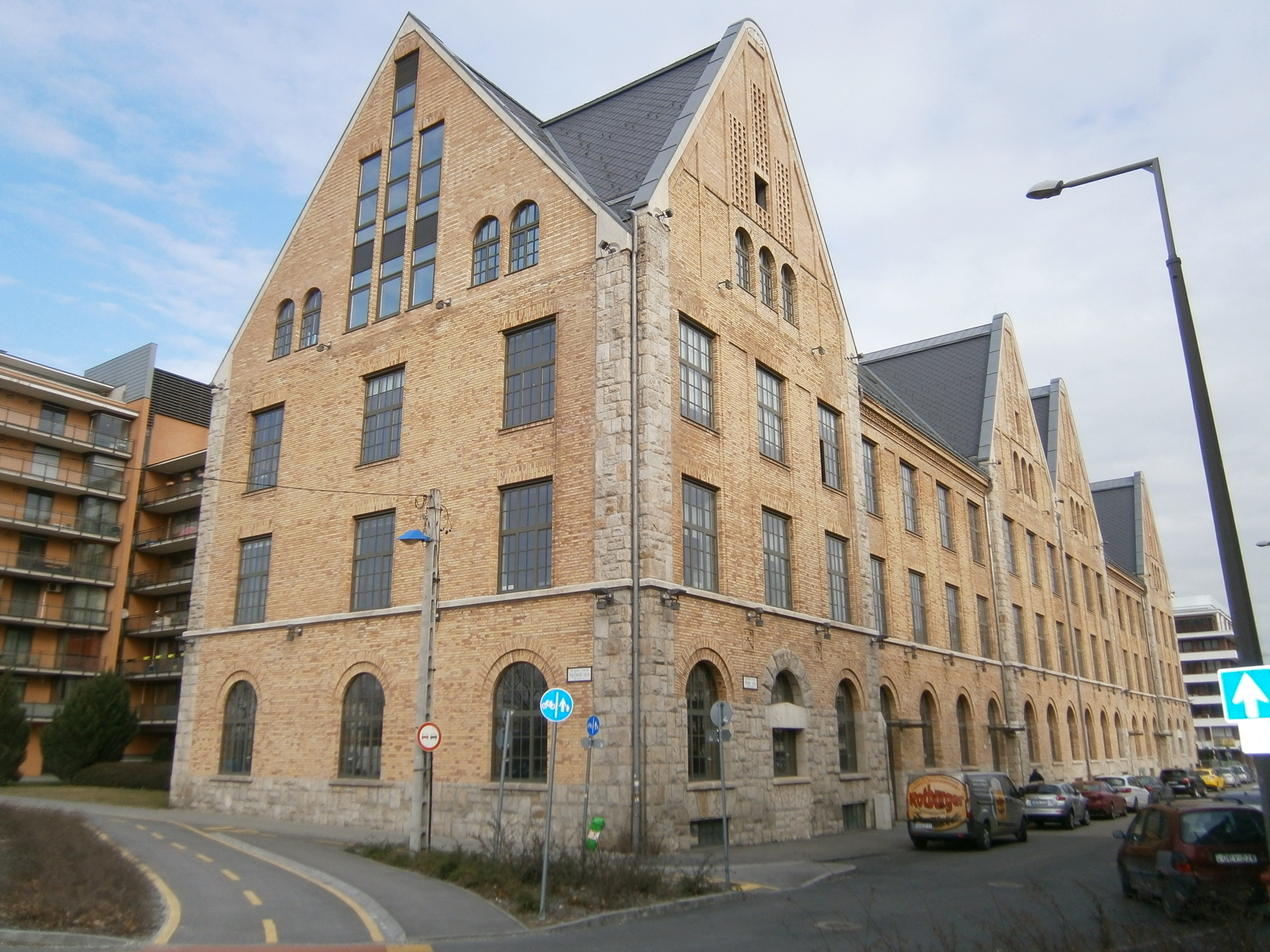
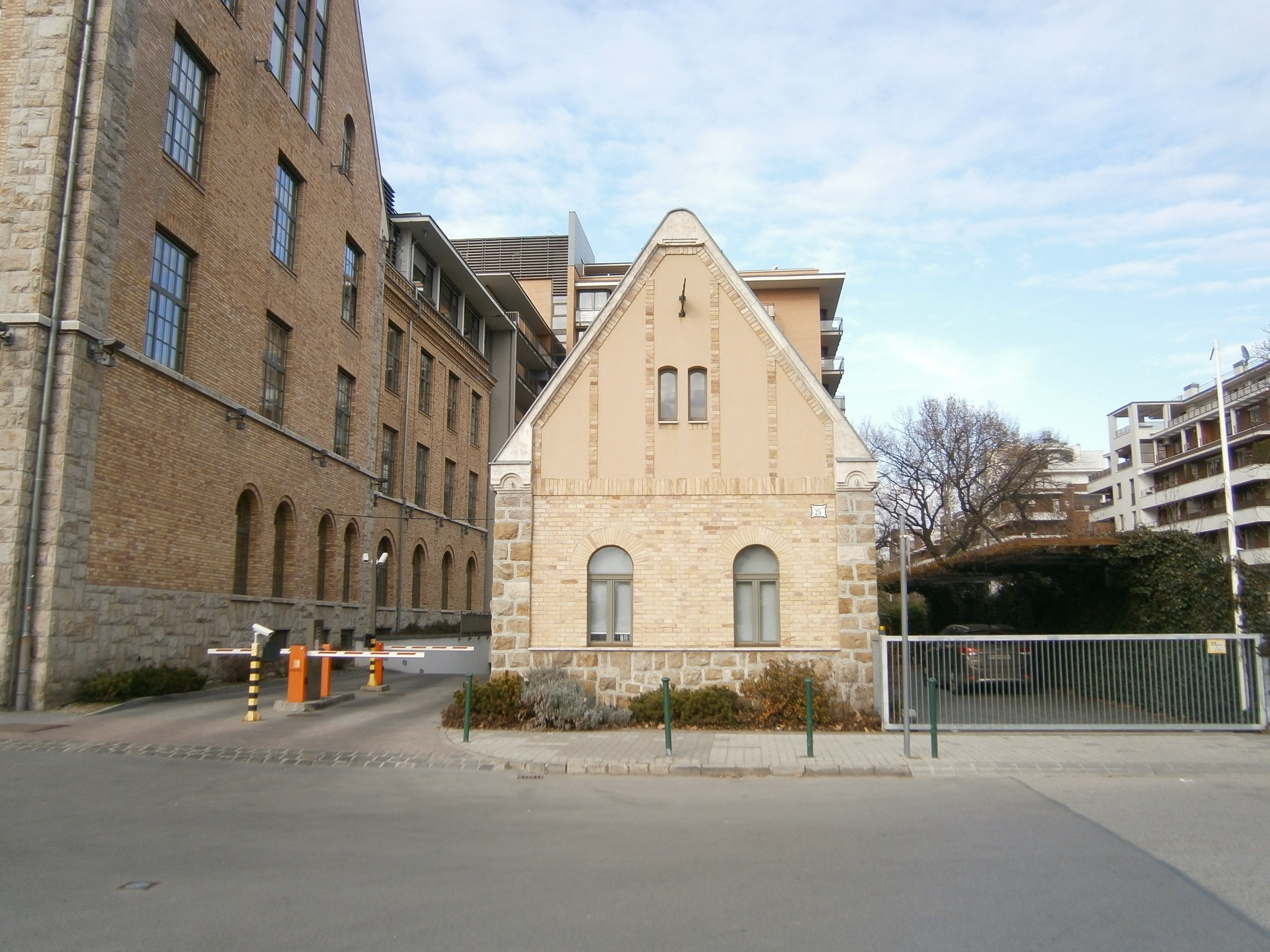